# Alaa Abd El-Fattah
Alaa Ahmed Seif Abd-El Fattah (em árabe: علاء أحمد سيف عبد الفتاح, IPA: [ʕæˈlæːʔ ˈæħmæd ˈseːf ʕæbdelfatˈtæːħ]; nascido em 18 de novembro de 1981), conhecido profissionalmente como Alaa Abd El-Fattah ( em árabe: علاء عبد الفتاح), é um blogueiro egípcio, desenvolvedor de software e ativista político. Ele tem trabalhado ativamente no desenvolvimento de versões em idioma árabe de importantes softwares e plataformas. Ele foi preso no Egito por supostamente organizar um protesto político sem solicitar autorização, embora tenha sido libertado sob fiança em 23 de março de 2014. Ele foi preso novamente e libertado sob fiança novamente em 15 de setembro de 2014, posteriormente condenado a um mês de prisão in absentia, e recebeu uma sentença de cinco anos em fevereiro de 2015, da qual foi libertado em fins de março de 2019. El-Fattah permaneceu sujeito a um período de liberdade condicional de cinco anos, obrigando-o a ficar em uma delegacia de polícia por 12 horas diárias, da noite até a manhã. Em 29 de setembro, durante os protestos egípcios de 2019, El-Fattah foi preso pela Agência de Segurança Nacional e levado ao Ministério Público de Segurança do Estado por acusações desconhecidas até o momento.

## Vida
Alaa cresceu em uma família de ativistas e o ativismo foi um tópico constante de discussão em sua infância. Seu pai, Ahmed Seif El-Islam Hamad, um advogado de direitos humanos que foi preso em 1983 por oficiais do Serviço de Investigações de Segurança do Estado e torturado por cinco anos, é um dos fundadores do Hisham Mubarak Law Center. Sua mãe Laila Soueif, irmã do romancista e comentarista político Ahdaf Soueif, é professora de matemática na Universidade do Cairo e ativista política. O ativismo de seus pais data da época de Anwar Sadat. Durante uma manifestação em 2005, sua mãe, junto com outras mulheres, foram atacadas por partidários de Mubarak; Diz-se que Alaa a protegeu. Uma de suas irmãs é Mona Seif, fundadora do 'Nenhum Julgamento Militar para Civis', um grupo de conscientização dos detidos civis convocados por promotores militares e que investiga alegações de tortura envolvendo policiais militares. Sua outra irmã, Sanaa Seif, é uma estudante adolescente que cofundou um jornal sobre a primavera árabe chamado 'Gornal'.

## Ativismo político e prisões
Alaa Abdel Fattah é conhecido por co-fundar junto com sua esposa Manal Bahey El-Din Hassan, filha do ativista Bahi El-Din Hassan, o agregador de blogs egípcio Manalaa e Omraneya, o primeiro agregador de blogs árabes a não restringir a inclusão com base no conteúdo do blog. Em 2005, o blog Manalaa ganhou o Prêmio Especial Repórteres Sem Fronteiras no concurso Best of Blogs da Deutsche Welle. Ele apoiou iniciativas que promovem o jornalismo cidadão nas redes sociais e tem mais de 600.000 pessoas seguindo suas contas pessoais no Twitter e no Facebook.
Alaa Abdel Fattah foi interrogado, preso e detido em várias ocasiões. Ele foi preso em 7 de maio de 2006 durante uma manifestação em defesa de um judiciário independente e foi libertado em 20 de junho de 2006. Em 30 de outubro de 2011, ele foi preso por incitar à violência nos confrontos Maspero de 9 de outubro e libertado em 25 de dezembro de 2011. Em 26 de março de 2013, ele foi preso por incitar à agressão durante um protesto fora da sede da Irmandade Muçulmana, conhecido como Conflitos Mokattam de março de 2013 mas foi posteriormente absolvido de todas as acusações. Dois dias depois, em 28 de março de 2013, ele foi preso e acusado de incendiar a sede da campanha do ex-candidato presidencial Ahmed Shafik em 28 de maio de 2012, e recebeu uma pena suspensa de 1 ano de prisão. Em 28 de novembro de 2013, ele foi preso por manifestação, incitação à violência, resistência às autoridades e violação da Lei Antiprotesto após uma manifestação contra julgamentos militares para civis do lado de fora do edifício do Conselho de Shura em 26 de novembro de 2013. Ele foi inicialmente libertado em 23 de março de 2014, após 115 dias de detenção. Em junho de 2014, foi condenado in absentia a 15 anos de prisão e detido novamente à espera de um novo julgamento, período durante no qual fez greve de fome. No novo julgamento, em 15 de setembro de 2014, foi libertado sob fiança.
Durante sua detenção de dois meses em 2011, seu filho Khaled nasceu e durante sua detenção de três meses em 2014 seu pai Ahmed Seif El-Islam Hamad morreu.

### Detenção e reação em maio de 2006

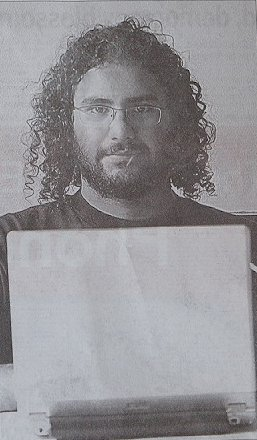
Uma foto de Alaa que foi usada por ativistas que exigiam sua libertação

Em 7 de maio de 2006, Alaa foi preso durante um protesto pacífico após ter reinvindicado um judiciário independente. Sua prisão, junto com a de vários outros blogueiros e ativistas, gerou protestos de solidariedade ao redor do mundo, alguns dos quais criaram o blog "Free Alaa" dedicado a pedir sua libertação da prisão. Alaa foi libertado em 20 de junho de 2006, depois de passar 45 dias na prisão. Sua esposa, Manal, foi citada pelo The Independent como tendo dito: "Não há como recuar agora, com certeza continuaremos nossas atividades."

### Revolução de 2011

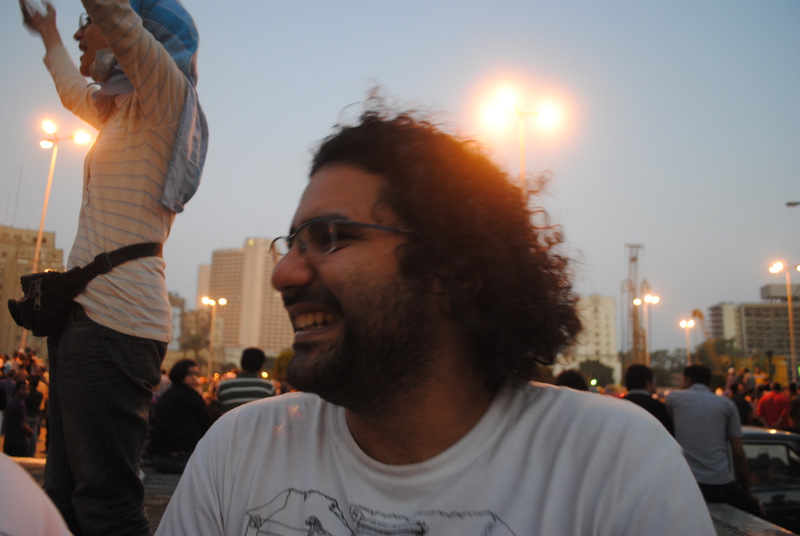
Abd el-Fattah na Praça Tahrir.

De acordo com o jornal egípcio al-Ahram Weekly, o nome de Abd el-Fattah "é em muitos aspectos sinônimo da Revolução de 25 de janeiro do Egito". Alaa participou de quase todas as manifestações desde o início da revolução. Ele não estava no Egito em 25 de janeiro de 2011, quando começaram os protestos contra o regime e quando o governo egípcio suspendeu a internet no país. No entanto, ele conseguiu coletar informações de familiares e amigos por meio de telefones fixos e publicou para o mundo exterior os eventos ocorridos no Egito durante os primeiros dias da revolução.  Alguns dias depois, ele voltou para o Egito e estava em Tahrir Square, o epicentro dos protestos, em 2 de fevereiro. Enquanto se manifestava lá, ele participou da defesa da praça de ataques das forças de segurança e agressores pró-regime, um evento conhecido no Egito como "batalha de camelos".
Alaa continuou sua participação na revolução egípcia, até que Mubarak deixou a presidência. Posteriormente, fixou residência no Egito, onde manteve sua participação nas manifestações contra a forma de governar o país pelo Conselho Supremo das Forças Armadas (SCAF) após a queda de Mubarak.

### Prisão em outubro de 2011
Em 30 de outubro, Alaa foi preso sob a acusação de incitar à violência contra os militares durante as manifestações de Maspero de 9 de outubro, durante as quais centenas de pessoas ficaram feridas e 27 morreram na pior violência desde que Mubarak deixou o cargo. Alaa recusou-se a reconhecer a legitimidade dos seus interrogadores ou a responder às suas perguntas e foi então detido por 15 dias, período renovável indefinidamente. Ele foi acusado de ter incitado a luta em Maspero, de assaltar soldados e danificar propriedades militares. Como em sua prisão em 2006, sua mãe falou em seu apoio e iniciou uma greve de fome em oposição à corte marcial de civis em 6 de novembro. Seu pai e suas irmãs também participaram dos protestos de 2011. Em sua primeira audiência, o pai de Alaa, o advogado de direitos humanos Ahmed Seif El-Islam, apresentou ao tribunal militar fitas de vídeo, uma das quais continha imagens de blindados atropelando manifestantes e outra de âncoras da televisão estatal "incitando a violência". Ele também acusou o chefe da Polícia Militar de ser o responsável direto pela violência e acusou o Conselho Supremo das Forças Armadas de obstrução à justiça por instituir um toque de recolher na noite do ataque para "ocultar todas as evidências dos crimes do Exército".
O porta-voz do Alto Comissariado das Nações Unidas para os Direitos Humanos pediu a libertação de Alaa e de todos os outros presos por exercerem a liberdade de expressão, enquanto a Amnistia Internacional condenou a sua prisão e acusou o SCAF de envolvimento nos confrontos Maspero. Em reação à sua prisão, milhares de manifestantes participaram de manifestações no Cairo e Alexandria exigindo a libertação de Alaa. Ativistas de direitos humanos e blogueiros de fora do Egito também pediram sua libertação. Enquanto estava encarcerado na prisão de Bab al-Khalq, ele escreveu uma carta a outros ativistas egípcios, alegando que o SCAF havia "sequestrado" a revolução. Ele também comparou sua atual prisão com o tempo de prisão que cumpriu em 2006, dizendo "Nunca esperei repetir a experiência de cinco anos atrás. Depois de uma revolução que depôs o tirano, eu volto para suas prisões?".
Após protestos contra o encarceramento de Alaa, as autoridades militares permitiram que seu caso fosse tratado por um tribunal civil em vez de um tribunal militar. Em 13 de dezembro, o tribunal retirou duas acusações contra ele, incluindo incitamento e reunião ilegal. O tribunal estendeu sua detenção por mais 15 dias e manteve as acusações de roubo de armas e disparos contra soldados. Enquanto Alaa permanecia sob custódia, nasceu seu filho Khaled, em homenagem a Khaled Said, o blogueiro assassinado que se tornou um símbolo da revolução egípcia.
Em 25 de dezembro de 2011, um juiz representando o Ministério Público ordenou a libertação de Alaa Abd El-Fattah no dia seguinte. Ele permaneceu proibido de viajar.

### Prisão de novembro de 2013
Em novembro de 2013, Alaa foi preso novamente por supostamente encorajar uma manifestação contra a nova constituição fora do Parlamento egípcio. 20 policiais invadiram a casa de Abd El-Fattah, arrombaram a porta e confiscaram os computadores e telefones celulares da família. Quando Alaa pediu para ver o mandado de prisão, a polícia agrediu fisicamente ele e sua esposa.

### Indicação ao prêmio de setembro de 2014
Em setembro de 2014, foi nomeado pela Esquerda Unitária Europeia-Esquerda Verde Nórdica para o Prémio Sakharov, juntamente com o rapper tunisino Weld El 15 e o rapper marroquino L7a9d. No mês seguinte, a indicação foi retirada após a controvérsia sobre alguns tweets de Abd El-Fattah em 2012 na época do bombardeio de Gaza por Israel. Ele reclamou que os tweets foram tirados do contexto.

### Sentença de fevereiro de 2015
Em 23 de fevereiro de 2015, Alaa foi condenado a cinco anos de prisão. Ele foi libertado em 29 de março de 2019.

### Nova prisão de setembro de 2019
Na manhã de 29 de setembro de 2019, durante os protestos egípcios de 2019 dos quais Alaa não havia participado, a família de Alaa divulgou um comunicado para anunciar que ele foi sequestrado após deixar a delegacia de Dokki. Desde sua libertação em março de 2019, Alaa foi obrigado a cumprir liberdade condicional diária da polícia de 12 horas por dia na delegacia de Dokki por cinco anos. Mais tarde, em 29 de setembro, a irmã de Alaa, Mona Seif, declarou que ele havia sido preso pela Promotoria de Segurança do Estado e que a família de Alaa não sabia do que ele era acusado. Alaa foi torturado por em um 'corredor polonês' na prisão de Tora.

### Sentença em 2021
Em dezembro de 2021, Alaa foi sentenciado a 5 anos de prisão, após ser julgado sob acusações de disseminar notícias falsas. Junto com ele foram condenados também o blogueiro Mohamed “Oxygen” Ibrahim e o advogado Mohamed El-Baqer, ambos por 4 anos. Os três estavam encarcerados desde 2019, em condições que já foram denunciadas por seus familiares, que afirmaram que era negado a Alaa o acesso à livros, rádio e qualquer comunicação, como também o direito a andar fora da cela.